# Pseudetroxys obscuriventris
Pseudetroxys obscuriventris is een vliesvleugelig insect uit de familie Pteromalidae. De wetenschappelijke naam is voor het eerst geldig gepubliceerd in 1943 door Masi.